# Point Conception
Point Conception, Punta Conception ou Cabo Galera' (em inglês:  Point Conception) é um cabo localizado no extremo sul do condado de Santa Bárbara, na Califórnia, Estados Unidos, sobre o Oceano Pacífico.

## Toponomia
O nome "Conception" provém de La Misión de la Purísima Concepción de la María Santísima, uma missão católica que foi estabelecida em Lompoc em 1787.